# محمد عمر الداعوق
محمد عمر الداعوق (1910 - 2006 م)، داعية وواعظ ومرشد اجتماعي مسلم لبناني. أسَّس جماعة عباد الرحمن في لبنان التي اهتمَّت بتنشئة جيل لبناني مسؤول تجاه دينه وأمته. عمل بالدعوة في الخليج العربي.

## سيرته
ولد أبو عمر محمد عمر الداعوق لعائلة بيروتية معروفة عام 1910 وكانت عائلته من العائلات البيروتية المعروفة التي تعود بأصولها إلى المغرب، ونزحت إلى بلاد الشام بعد موجات الهجرة الأندلسية والمغربية إلى المِنطقة، وقد شارك جد الأسرة الأول في بناء الزاوية المغربية في باطن بيروت، وانتهى به تحصيله العلمي إلى مدرسة الصنائع المهنية، حيث نال شهادة فنية في الميكانيكا التي برع فيها، مما يسَّر له العمل واكتساب الخبرة وثقة الناس، وأصبح يُعرف بالمهندس محمد عمر الداعوق. في ذلك الوقت، كانت فلسطين تستقطب اليد الفنية الماهرة، فتوجه إليها وأقام فيها سنوات حيث تزوَّج وأسس منشأةً حديثة للخراطة.
تتلمذ وهو بعدُ يافع، على الشيخ العالم الداعية سعدي ياسين، فحصَّل جانبًا من العلوم الدينية، وسعى لتثقيف نفسه بدراسة الكتب والمراجع الإسلامية. وكان مما يميِّزه التزامُه وحِرصُه على تطبيق ما يتعلَّمه من تعاليم الإسلام.

## نشاطاته
أسَّس جماعة عباد الرحمن في بيروت عام 1948 بعد هزيمة المسلمين أمام إسرائيل في حرب النكبة. وفي عام 1951 وقَّعَ معاهدةً باسم جماعة عباد الرحمن مع بيار الجميل رئيس حزب الكتائب اللبناني تنص على تعاون المسلمين والمسيحيين في نشر القيم والمبادئ الأخلاقية ورد الاعتداءات الخارجية عن لبنان، ولاقت هذه المعاهدة معارضة شديدة من الأوساط الإسلامية والمسيحية، وأدَّت إلى تراجع مدِّ حركته.
في عام 1952 حصلت الجماعة على رخصة رسمية وامتدَّ نشاطها إلى صيدا وطرابلس، ومالت إلى خوض العمل الإسلامي العامِّ في طرابلس، في حين بقيت الجماعةُ الأم في بيروت حركةً كشفية دينية تربوية تمارس نشاطًا محدودًا برئاسته. في حقبة الستينيات، ومع ازدياد إقبال الشباب والمسؤوليات ترك العملَ وتفرغ للدعوة. وفي هذه المرحلة تضاعف نشاطه في العديد من المجالات سواء الخطابة في المساجد، أو التحدُّث في المنتديات والإذاعات، أو الكتابة للنشَرات أو القيام بالرحلات الرياضية والمخيَّمات الكشفية. 
وبدعوة من حكومتها، انتقل إلى إمارة الشارقة في أوائل السبعينيات ليهتمَّ بالوعظ والإرشاد، فزارها بداية زيارات متقطِّعة، ثم بعدما شعرَ أن إخوانه الشباب صاروا أصحابَ خبرة بالدعوة وقيادة الجماعة، حطَّ رحاله في الخليج العربي، وأكمل دعوته من هناك محدثًا يوميًّا في إذاعة الشارقة ثم مدرسًا وموجهًا دينيًّا في دروس تبثُّها وسائلُ الإعلام المختلفة. إلى أن استقرَّ نهائيًّا فيها عام 1975 وانقطعت صلتُه بلبنان وكانت آخرَ زيارة له عام 1979.

## دعوته
في بيروت بدأ «أبو عمر» دعوته، فانطلق يحدث الناس ويحثهم على طاعة الله والعودة إلى الدين ويدعوهم للتضامن والوحدة لئلا يصيبهم ما أصاب أهل فلسطين. كان يستغل كل مناسبة وكل منبر وكل منتدى للدعوة، وكانت له دروس منتظمة في مسجدي الإمام علي بن أبي طالب في الطريق الجديدة والمسجد العمري في الوسط التجاري. كان خلوقاً طيباً صادقاً ومندفعاً، يتحلى بروح التسامح والشعور العالي. بالمسؤولية تجاه المسلمين، وكانت أحاديثه تتسم بالطابع الروحي والأخلاقي، وكانت دعوته تتميز بالحكمة والبساطة والعفوية والاعتدال. وقد لقي «أبو عمر» في دول الخليج المختلفة ما يستحق من حسن وفادة وتكريم ورعاية، كما اكتسب صيتاً طيباً بحيث كان يُرجع إليه لحل كثير من القضايا العائلية والمشاكل الاجتماعية .
ولما شعر بإقبال الناس وتجاوبهم، فكّر مع مجموعة من إخوانه من أهل بيروت، في تأسيس «جماعة عباد الرحمن» بهدف نشر مكارم الأخلاق وتربية الشباب تربية مبنية على تعاليم الإسلام. عام 1951 حصل محمد عمر الداعوق على ترخيص رسمي وفتح مركزاً في محلة البسطة الفوقا. مذ ذاك بدأ شباب الجماعة ينتشرون في مساجد بيروت وسائر المدن والقرى يخطبون في الناس ويدعونهم للعودة إلى الله ويقدمون لهم ما أمكن من الدعم والخدمات الاجتماعية. في فترة الستينات، ومع تزايد إقبال الشباب وتعاظم المسؤوليات ترك العمل وتفرغ للدعوة. وفي هذه المرحلة تضاعف نشاطه في العديد من المجالات سواء الخطابة في المساجد، أو التحدث في المنتديات وعبر الإذاعات، أو الكتابة للنشرات أو القيام بالرحلات الرياضية والمخيمات الكشفية.

## وفاته
توفي فجر يوم الأحد 26 من صفر 1427 هـ الموافق 26 من مارس (آذار) 2006م.